# 名神八日市カントリー倶楽部
名神八日市カントリー倶楽部（めいしんようかいちカントリーくらぶ）は、 滋賀県東近江市石塔町に広がるゴルフ場である。

## 概要
1955年（昭和30年）、滋賀県のゴルフ場は「琵琶湖カントリー倶楽部」と「皇子山カントリークラブ」だけで、大阪や名古屋からも遠かった。奥田政市（後・創業者）は新たなゴルフ場の建設をと用地を探していた、福田赳夫事務所に行ったときに会った道路公団・岸道三から滋賀県にいい土地があと囁かれた。奥田は鈴鹿山系布引山の麓の現在地に辿り着いた。
コース設計は相馬正胤に依頼した、相馬は植物学者である、だが、英国留学が長くゴルフの知識も深かった。また、埼玉県日高市高萩にある「日高カントリークラブ」の設計を行っていた、樹林を多く残した林間コースで評価が高かった、奥田は相馬の設計を気に入っていた。新たなゴルフ場建設に向け母体会社「株式会社名神八日市カントリークラブ」が設立され、コース施工は株式会社熊谷組に依頼した。1965年（昭和40年）10月22日、27ホール規模のゴルフ場が開場された。
ゴルフ場は、コース全体的に穏やかな自然の起伏があり、歴史を感じさせる赤松でセパレートされた、フェアウェイがゆったりとした丘陵コースである。鈴鹿コースは、距離が長くフェアウェイが広いがクロスバンカーが多い。比叡コースは、ドッグレッグのホールが幾つかあり第2打地点がスコアメイクに影響する。伊吹コースは、距離は短いが打ち上げや池越えのホールが幾つかあり油断できない。
日本の女子プロゴルフメジャー大会の1つ、日本ゴルフ協会主催競技でもあり、日本選手権大会に相当する、日本女子オープンゴルフ選手権競技大会を2回開催するなど多くの大会開催実績がある。
2024年(令和6年)に第81回関西オープンゴルフ選手権競技開催予定。

## 所在地
〒529-1597 滋賀県東近江市石塔町983-150番地

## コース情報
- 開場日 - 1965年10月22日
- 設計者 - 相馬 正胤
- 面積 - 1,320,000m2（約39.9万坪）
- コースタイプ - 丘陵コース
- コース - 27ホールズ、パー108、9,810ヤード、コースレート 72.0(比叡･伊吹) 72.7(鈴鹿･比叡) 71.7(伊吹･鈴鹿)
- グリーン - 2グリーン、ベント（ペンクロス）
- プレースタイル - 乗用カート(5人乗り)、リモコン式、キャディ・セルフ選択可
- 練習場 - 13打席 230ヤード
- 休場日 - 毎週月曜日、12月31日、1月1日[4][5]

## クラブ情報
- ハウス面積 - 3,164m2（957.1坪）
- ハウス設計 - 白井 豪
- ハウス施工 - 株式会社熊谷組[4][5]

## ギャラリー
- コース - 「名神八日市カントリー倶楽部」、鈴鹿コース、「名神八日市カントリー倶楽部」、比叡コース、「名神八日市カントリー倶楽部」、伊吹コース
- ハウス - 「名神八日市カントリー倶楽部」、ギャラリー

## 交通アクセス
鉄道
- 近江鉄道 - 八日市駅よりタクシー利用 5km

道路
- 名神高速道路 - 八日市ICより 5km
- 名神高速道路 - 蒲生スマートICより 7km[6]

## メジャー選手権
- 1974年（昭和49年） - 第7回 日本女子オープンゴルフ選手権競技大会[7]
- 1982年（昭和57年） - 第50回 日本プロゴルフ選手権大会[8]
- 1992年（平成4年） - 第25回 日本女子オープンゴルフ選手権競技大会[9]
- 2005年（平成17年） - 第38回 日本女子プロゴルフ選手権大会[10]

## エピソード
- 創業者の奥田政市には、ゴルフ場ができたら初代の理事長には福田赳夫という構想があったが、福田が大蔵大臣に就任したため実現しなかった[11]。
- 「名神八日市カントリー倶楽部」の開場は、名神高速道路の開通日に合わせた、1965年（昭和40年）10月22日に行った[11]。
- 1971年（昭和46年）に日本女子アマ、1974年（昭和49年）には日本女子オープンを開催、ＮＨＫが全国放送し「名神八日市カントリー倶楽部」の名は一気に全国区となった[11]。

## 関連文献
- 『ゴルフ場ガイド 西版』2006-2007、「名神八日市カントリー倶楽部（滋賀県）」、東京 ゴルフダイジェスト社、2006年5月、2020年9月13日閲覧
- 『ゴルフ場セミナー』、「Course Report(VOL.181)名神八日市カントリー倶楽部(滋賀県) 開場50周年に向けて全体の底上げと商圏の拡大を」、東京 ゴルフダイジェスト社、2013年11月、2020年9月13日閲覧
- 『美しい日本のゴルフコース BEAUTIFUL GOLF CULTURE IN JAPAN 日本のゴルフ110年記念 ゴルフは日本の新しい伝統文化であるゴルフダイジェスト社「美しい日本のゴルフコース」編纂委員会編、「名神八日市カントリー倶楽部」、東京 ゴルフダイジェスト社、2013年12月、2020年9月13日閲覧